# ألبرت يونغ (ملاكم)
ألبرت يونغ (بالإنجليزية: Albert Young)‏ (28 سبتمبر 1877 ببافاريا في ألمانيا - 22 يوليو 1940 بسان فرانسيسكو في الولايات المتحدة) هو ملاكم أمريكي، صنّف ضمن فئة وزن الويلتر. شارك في الألعاب الأولمبية الصيفية 1904.

## وصلات خارجية
- ألبرت يونغ على موقع اللجنة الأولمبية الدولية (الإنجليزية)
- ألبرت يونغ على موقع أوليمبيديا (الإنجليزية)